# Självsanering
Självsanering innebär att en bransch eller annan kollektiv rörelse enas om att bekämpa oönskade fenomen i branschen, utan statligt ingripande.
Det kan göras genom etiska råd, till exempel Reklamombudsmannen.